# لوپرم
لوپرم (به هلندی: Loppersum) یک منطقهٔ مسکونی در هلند است که در لوپرسوم واقع شده‌است. لوپرم ۱ متر بالاتر از سطح دریا واقع شده‌است.